# Chlorophorus distinguendus
Chlorophorus distinguendus là một loài bọ cánh cứng trong họ Cerambycidae.